# 아웃사이더 아트

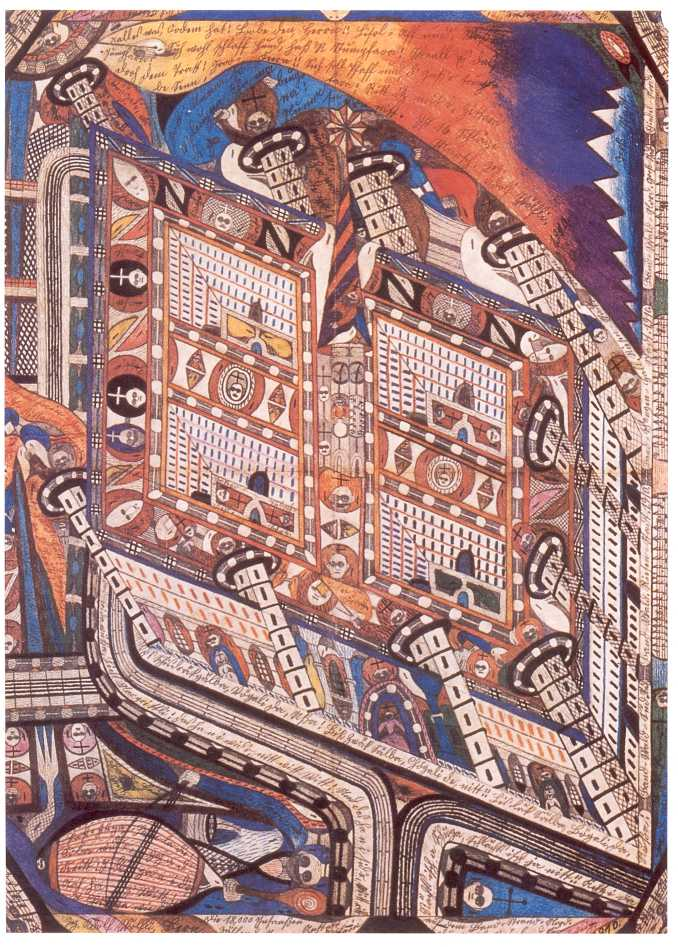
Irren-Anstalt Band-Hain, 1910년 아돌프 뵐플리작.

아웃사이더 아트(영어: outsider art)는 정식으로 미술 교육을 받지 않은 이들이 기성 예술의 유파나 지향에 관계없이 창작한 작품을 가리킨다. 아웃사이더 아트라는 용어는 예술 평론가인 로저 카디널이 고안했는데, 프랑스의 화가 장 뒤뷔페가 전통적 문화 바깥에서 만들어지는 예술을 나타내기 위해 만든 단어인 아르 브뤼(art brut)의 번역어로서 만들어졌다. 아르 브뤼는 프랑스어로 살아있는 미술, 원생미술을 뜻한다.
특히 정신병원이나 수용소에서의 예술에 초점을 맞춘 뒤뷔페의 용어가 다분히 좁은 의미를 가지는 데에 비해, 아웃사이더 아트는 정식 예술 교육을 받지 않은 소박파(나이브 아트) 제작자와 같은 경우에도 넓게 쓰인다. 보통 아웃사이더 아티스트로 분류되는 이들은 주류 예술계와의 접촉을 거의 가지지 않는다. 아웃사이더 아트는 극단적인 정신상태, 관습적이지 않은 아이디어, 정교한 공상 세계를 묘사하는 경우가 많다.
아웃사이더 아트는 성공적인 아트 마케팅 분야로 부상해왔다. 뉴욕에서는 1992년부터 아웃사이더 아트 행사가 열리고 있다. 때때로 아웃사이더 아트는 내용이나 작가의 상황에 관계없이 주류 예술계에 속하지 않은 사람들의 작품을 나타내는 포괄적인 의미로 오용되기도 한다.
1991년, 아웃사이더 아트의 전시, 연구, 홍보에 관한 유일한 단체인 'Intuit: The Center for Intuitive and Outsider Art'가 시카고에서 창설되었다. 특히 시카고에는 독학 예술가와 아웃사이더 아티스트들이 모여있는데, 헨리 다거, 웨슬리 윌리스 등이 있다. Intuit은 비영리 예술관을 운영하고 있는데, 아웃사이더 아티스트와 독학 예술가들의 작품을 전시하고 있다.

## 기원
정신병동에서의 예술에 대한 관심은 1920년대부터 성장하기 시작했다. 1921년 발터 모갠셀러 박사는 그의 환자였던 아돌프 뵐플리에 대해 다룬 '예술가로서의 정신병자'(Ein Geisteskranker als Künstler)라는 책을 출판하였다. 뵐플리는 자발적으로 그림을 그렸는데, 이런 활동이 그를 진정시킨다고 여겨졌다. 뵐플리의 작품은 베른의 미술관에 전시되었다. 결정적으로, 한스 프린츠호른 박사가 1922년 '정신병자의 예술가적 기질'(Bildnerei der Geisteskranken)이라는 저술을 발표하였다.

## 장 뒤뷔페와 아르 브뤼
장 뒤뷔페는 프린츠호른의 저술에 감명받았으며, 그러한 예술을 수집하기 시작하였는데 그런 예술을 뒤뷔페는 '날것 예술'이라는 뜻의 아르 브뤼라고 불렀다. 1948년 그는 앙드레 브르통을 비롯한 몇몇 예술가들과 함께 Compagnie de l'Art Brut를 설립하였다. 그가 수집한 수천 점의 작품들은 현재 스위스의 로잔에 소장되어있다.
뒤뷔페는 주류 문화가 예술의 새로운 발전을 겨우겨우 동화시킴으로써, 그 발전이 갖고 있는 능력을 거세한다고 주장하였다. 그 결과 진정한 표현이 질식사당하는 것이다. 아르 브뤼는 이 문제에 대한 그의 대안이었다. 작가들 그 자신이 동화되려 하지 않거나 동화될 수 없기 때문에, 아르 브뤼만이 문화의 영향을 받지 않으며 흡수당하거나 동화되지 않는다는 것이었다.

## 평가와 의문
뒤뷔페 자신은 지적장애인이 그린 것이라고는 일절 말하지 않았지만, 좁은 의미로는 장애인의 작품을 가리키는 경우가 있다. 일반적으로 아웃사이더 아트는 정신장애자, 또는 정신병자가 그린 회화라고 생각되기 쉽지만, 반드시 그런 것이 아니고 형무소 등에서 처음으로 그림을 그린 사람이나 독학으로 독자적인 작품을 만들어온 사람들의 작품도 포함한다.
장애인을 사회의 경계선 밖에 두는 풍조 속에서, 그런 사람들에 대해 '아웃사이더'라고 부르는 경우, 차별적이라는 비난을 받을 수밖에 없다. 아웃사이더 아트를 안이하게 정신장애인의 예술로 결론내리는 것도 좋지 못하다. 그대신 오늘날에는 그런 장애를 가진 사람들의 작품을 에이블 아트, 또는 보더리스 아트라는 명칭으로 사회와의 연결점을 만들기 위한 수단으로서 지지하는 움직임이 있다. 일본에서는 토요타 자동차 등이 그 최대의 스폰서로서 활동하고 있다.
또한, 이쪽 시점에서 저쪽 시점의 예술을 평가한다는 구조 자체가 이상하다며 현재의 평가 방법의 근본에 의문을 가지는 사람도 있다. 이것은 아웃사이더 아트의 가치 자체를 인정하지 않는 입장이 아니라, 프리미티브 아트에 대한 서구문명으로부터의 평가에 대한 비판과 같은 시점이다.

## 같이 보기
- 분류:아웃사이더 예술가
- 장 뒤뷔페